# Macrocentrus crassipes
Macrocentrus crassipes är en stekelart som beskrevs av Muesebeck 1932. Macrocentrus crassipes ingår i släktet Macrocentrus och familjen bracksteklar. Inga underarter finns listade i Catalogue of Life.